# پرینس رویس
جافری رویس روخاس دِ لئون (اسپانیایی: Geoffrey Royce Rojas de León‎؛ زادهٔ ۱۱ مهٔ ۱۹۸۹) شناخته شده با نام پرینس رویس یک موسیقی‌دان اهل ایالات متحده آمریکا است. وی از سال ۲۰۰۹ میلادی تاکنون مشغول فعالیت بوده‌است.